# Canottaggio ai Giochi della XVI Olimpiade - Due con maschile
La competizione del Due con maschile dei Giochi della XVII Olimpiade si è svolta dal 23 al 27 novembre 1956 al bacino del lago Wendouree a Ballarat.

## Programma
| Data             | Round        | Note                                               |
| ---------------- | ------------ | -------------------------------------------------- |
| 23 novembre 1956 | 3 Batterie   | I primi 2 alle semifinali. I restanti ai recuperi. |
| 24 novembre 1956 | 1 Recupero   | I primi 2 alle semifinali.                         |
| 26 novembre 1956 | 2 Semifinali | I primi 2 in finale.                               |
| 27 novembre 1956 | Finale       |                                                    |

## Risultati

### Batterie
| Pos. | Nazione          | Atleti                                           | Tempo  |
| ---- | ---------------- | ------------------------------------------------ | ------ |
| 1    | Unione Sovietica | Igor Jemchuk, Georgij ZIlin Tim. Vladimir Petrov | 8'06"6 |
| 2    | Australia        | Robert Duncan, Bruce Dickson Tim. John Cockbill  | 8'15"9 |
| 3    | Cile             | Juan Carmona, Jorge Contreras Tim. Eusebio Ojeda | 8'57"9 |

| Pos. | Nazione     | Atleti                                                      | Tempo  |
| ---- | ----------- | ----------------------------------------------------------- | ------ |
| 1    | Stati Uniti | Arthur Ayrault, Conn Findlay Tim. Kurt Seiffert             | 7'42"8 |
| 2    | Polonia     | Henryk Jagodziński, Zbigniew Schwarzer Tim. Berthold Mainka | 7'43"7 |
| 3    | Belgio      | Liévin Ven, Antoon Ven Tim. Jos Van Thillo                  | 8'10"6 |

| Pos. | Nazione  | Atleti                                                 | Tempo  |
| ---- | -------- | ------------------------------------------------------ | ------ |
| 1    | Germania | Moritz von Groddeck, Horst Arndt Tim. Rainer Borkowsky | 8'03"3 |
| 2    | Austria  | Josef Kloimstein, Alfred Sageder Tim. Franz König      | 8'11"2 |

### Recupero
| Pos. | Nazione | Atleti                                           | Tempo  |
| ---- | ------- | ------------------------------------------------ | ------ |
| 1    | Belgio  | Liévin Ven, Antoon Ven Tim. Jos Van Thillo       | 7'09"8 |
| 2    | Cile    | Juan Carmona, Jorge Contreras Tim. Eusebio Ojeda | 7'25"7 |

### Semifinali
| Pos. | Nazione          | Atleti                                                      | Tempo  |
| ---- | ---------------- | ----------------------------------------------------------- | ------ |
| 1    | Polonia          | Henryk Jagodziński, Zbigniew Schwarzer Tim. Berthold Mainka | 9'22"8 |
| 2    | Unione Sovietica | Igor Jemchuk, Georgij ZIlin Tim. Vladimir Petrov            | 9'26"2 |
| 3    | Belgio           | Liévin Ven, Antoon Ven Tim. Jos Van Thillo                  | 9'29"3 |
| 4    | Austria          | Josef Kloimstein, Alfred Sageder Tim. Franz König           | 9'29"7 |

| Pos. | Nazione     | Atleti                                                 | Tempo   |
| ---- | ----------- | ------------------------------------------------------ | ------- |
| 1    | Germania    | Moritz von Groddeck, Horst Arndt Tim. Rainer Borkowsky | 9'24"1  |
| 2    | Stati Uniti | Arthur Ayrault, Conn Findlay Tim. Kurt Seiffert        | 9'25"1  |
| 3    | Australia   | Robert Duncan, Bruce Dickson Tim. John Cockbill        | 9'37"7  |
| 4    | Cile        | Juan Carmona, Jorge Contreras Tim. Eusebio Ojeda       | 11'03"6 |

### Finale
| Pos.    | Nazione          | Atleti                                                      | Tempo  |
| ------- | ---------------- | ----------------------------------------------------------- | ------ |
| Oro     | Stati Uniti      | Arthur Ayrault, Conn Findlay Tim. Kurt Seiffert             | 8'26"1 |
| Argento | Germania         | Moritz von Groddeck, Horst Arndt Tim. Rainer Borkowsky      | 8'29"2 |
| Bronzo  | Unione Sovietica | Igor Jemchuk, Georgij ZIlin Tim. Vladimir Petrov            | 8'31"0 |
| 4       | Polonia          | Henryk Jagodziński, Zbigniew Schwarzer Tim. Berthold Mainka | 8'31"5 |